# Amor nello specchio (teatro)
Amor nello specchio è una commedia in cinque atti pubblicata nel 1622 da Giovan Battista Andreini.

## Trama
La storia è ambientata a Firenze, dove vivono le due protagoniste Florinda e Lidia. La prima ragazza si dichiara "nemica dell'uomo" ed è innamorata solo della sua immagine che lei vede allo specchio, seppur sia amata da ben due giovani, Lelio e Guerindo. Lidia invece è innamorata, non corrisposta, di Silvio, e non bada alle avance di Orimberto e Sufronio, padre di Silvio, invaghiti di lei. Un giorno, mentre si guarda allo specchio, Florinda intravede il riflesso di Linda malinconica per le pene d'amore, e se ne innamora venendo ricambiata. La storia prende una nuova piega con l'intervento del Mago Arfasat e l'entrata in scena di Eugenio, fratello gemello di Lidia ed ermafrodito nei modi tanto da venir creduto da molti, partendo da Florinda e dalla sua serva Bernetta, come una ragazza, se non la stessa Lidia vestita da uomo.

## Origine e composizione
Pubblicata il 18 marzo 1622 a Parigi da Nicolas della Vigna. I ruoli di Florinda e Linda furono creati rispettivamente per Virginia Ramponi e per Virginia Rotari. La prima donna era la moglie, prima attrice e cofondatrice assieme al marito della Compagnia dei Fedeli, la seconda invece copriva il ruolo di seconda attrice della compagnia e rivale della Ramponi, oltre che amante dell'Andreini.

## Allestimenti
Il regista Salvatore Maira si è basato su questa commedia per il suo film 1999 Amor nello specchio, che ripercorre il retroscena della scrittura, le prove e la prima rappresentazione della commedia nel 1619 presso la corte dei Gonzaga a Mantova.
Luca Ronconi allestì a Ferrara nel 1987 e nel 2002 la commedia scegliendo per la rappresentazione non il teatro, bensì un suggestivo luogo all'aperto, il Quadrivio degli Angeli rinascimentale, all'occasione pavimentato di specchi, in cui si riflettevano di notte i Palazzi dei Diamanti, Turchi di Bagno, Prosperi Sacrati.  Mariangela Melato interpretò la protagonista Florinda, innamorata della propria immagine, in un turbinio di personaggi a volte presenti sulla scena, spesso affacciati alle finestre dei Palazzi.